# Aslaug Mikkelsen
Aslaug Mikkelsen (19. august 1876 i Brønderslev – 4. april 1964 i Virum) var en dansk forfatter og oversætter. Hun giftede sig til efternavnet Møller, men beholdt sit fødenavn som pseudonym i sin forfattervirksomhed. Hun var datter af sløjdskoleforstander Aksel Mikkelsen og søster til polarforskeren Ejnar Mikkelsen.
Aslaug Mikkelsen skrev selv bøger, mest om victorianismens England; men hun arbejdede først og fremmest som oversætter. Blandt de mange forfattere, som hun har oversat, kan nævnes:
- George Eliot
- Jack London
- Upton Sinclair
- Harriet Beecher Stowe
- Rudyard Kipling sammen med Johannes V. Jensen